# Blind Maze - Ragazzi con la pelle sottile
Blind Maze - Ragazzi con la pelle sottile è la colonna sonora dell'omonimo film diretto da Heather Parisi; tutti i brani sono stati scelti dalla regista.

## Descrizione
Il CD doppio, contenente 19 brani, è stato pubblicato nel 2017 dall'etichetta indipendente RedSofa Records di Stefano Marcucci e Federica Marani.
Nell'album sono contenuti i singoli A Game e Bambina Bambina, presentati nella trasmissione televisiva Nemicamatissima. 

## Tracce
CD 1
1. Lane – 3:51
2. Litio – 3:23
3. Deep Inside (feat. Federica Marani) – 5:16
4. Emotinal Intell – 4:02
5. Fallen Star (feat. Suzannah Behrens) – 4:33
6. Happiness – 3:34
7. Billy The Piano – 2:27
8. Therapy – 3:32
9. Arabiancient – 5:10
10. Slot – 3:41

Durata totale: 39:29
CD 2
1. Stop The Fight (UGLH Remix)
2. Maze
3. Follow Me (feat. Suzannah Behrens)
4. Chains
5. Krumiro City
6. Sixth Sense
7. Pulse
8. A Game
9. Bambina Bambina

Durata totale: 43:28